# Flughafen Budweis

i7
i11
i13
Der Flughafen Budweis (tschechisch Letiště České Budějovice, IATA-Code: JCL, ICAO-Code: LKCS) ist ein in der Gemeinde Planá unweit der südböhmischen Stadt Budweis gelegener Zivilflughafen.

## Geschichte
Im Jahre 1935 wurde bei Planá ein Flugplatz angelegt, der dem Jihočeský Aeroklub als Hauptbasis diente. Der Zivilflugplatz wurde zu einer Reservistenausbildungsstätte der Aktion Tisíc pilotů republice (Deutsch: Tausend Piloten der Republik). Im Rahmen der Mobilisierung von 1938 erfolgte die Stationierung von Abfangjägern Avia B-534, von Wachen der Gendarmerieflugpeilung und der Haléřova letka mit den aus der Spendenaktion Jižní Čechy armádě (Deutsch: Südtschechische Armee) von der Bevölkerung finanzierten leichten Bombern von Typ Letov Š-328 des 1. Fliegerregiments Prag-Kbely.
Nach der deutschen Besetzung der Tschechoslowakei wurde der Flugplatz von der 8. Jagdfliegerdivision genutzt, daneben wurde eine Fliegerschule betrieben, in der Piloten auf zehn unterschiedlichen Typen, darunter der Messerschmitt Me 262, eine Ausbildung für die verschiedensten Einsatzflüge erhielten. Ab Mitte 1944 wurde der Flugplatz mehrmals von den Alliierten angegriffen, wobei Technik und Flugzeuge zerstört wurden.
Nach Kriegsende waren in Planá 1945 die Angehörigen des früheren 312. Tschechoslowakischen Jagdfliegergeschwaders der Royal Air Force stationiert, die nach ihrer Rückkehr die 2. Tschechoslowakische Fliegerdivision bildeten. Seit dieser Zeit nutzte auch die Motorflugsektion Budweis des Český národní aeroklub (Deutsch: tschechischer nationaler Aeroklub) den Flugplatz. 1947 erfolgte die Aufnahme des regelmäßigen Flugverkehrs zwischen Budweis und Prag durch die tschechoslowakische Fluggesellschaft, die die Strecke zweimal täglich beflog. Seit 1948 wurde der Flugplatz Planá einer von acht Außenstellen der Flugsicherheit. Zu dieser Zeit erfolgten hier auch Vorführungen von Flugzeugen für die Hagana bzw. Tzahal und tschechoslowakische Piloten gaben ihre Erfahrungen mit den Typen MK IX Spitfire und Avia S-199 an die Israelis weiter.
Ab 1950 erfolgte die Reorganisation der tschechoslowakischen Luftverteidigung nach sowjetischem Vorbild. Der Flugplatz wurde bis 1952 umgestaltet, mit neuer Militärtechnik ausgerüstet und das 1. Jagdfliegerregiment stationiert.

## Ausbaupläne
Im Dezember 2005 wurde der Flugplatz durch das Militär geräumt und in die Trägerschaft einer Aktiengesellschaft Jihočeské letiště České Budějovice a.s., die vom Jihočeský kraj und der Stadt Budweis getragen wird, zur zivilen Nutzung übergeben. Seit 19. März 2008 hat der Flughafen die Genehmigung zum Betrieb eines „nicht-öffentlichen internationalen Flughafens mit Außengrenze“.
Es war geplant, den Flughafen durch einen 40 Millionen Euro teueren Umbau zu einem internationalen Flughafen umzubauen, auf welchem Flugzeuge der Größe eines Airbus A320 bzw. einer Boeing 737 starten und landen können. Hierzu sollte ein komplett neues Abfertigungsterminal errichtet und die Start- und Landebahn erneuert werden. Pro Jahr sollten 600.000 Passagiere diesen Flughafen nutzen. Anfang 2012 zog die Europäische Union eine Förderung der Ausbaumaßnahmen aus dem Europäischen Strukturfonds über eine Höhe von 15 Millionen Euro zurück. Daraufhin wurden die Ausbaupläne auf ein Finanzvolumen von 24 Millionen Euro reduziert. So sollen ein bestehendes Gebäude zur Fluggastabfertigung ausgebaut werden und lediglich ein Teil der Start- und Landebahn saniert werden. 
Das neue Terminal wurde bereits 2019 fertiggestellt. Wegen der Pandemie kann aber erst ab 2023 geflogen werden. In den nächsten Jahren möchte sich der Flughafen etablieren und Reisende aus Tschechien, aber auch beispielsweise aus dem benachbarten Österreich in den Urlaub bringen. Ein erster Flug vom neuen Flughafen ist für den 2. August 2023 angesetzt. Dieser wird nach Antalya in der Türkei gehen. Im ersten Jahr sollen bereits 10.000 Fluggäste am neuen Terminal abgefertigt werden. [veraltet]